# St. Lorenz (Epfach)

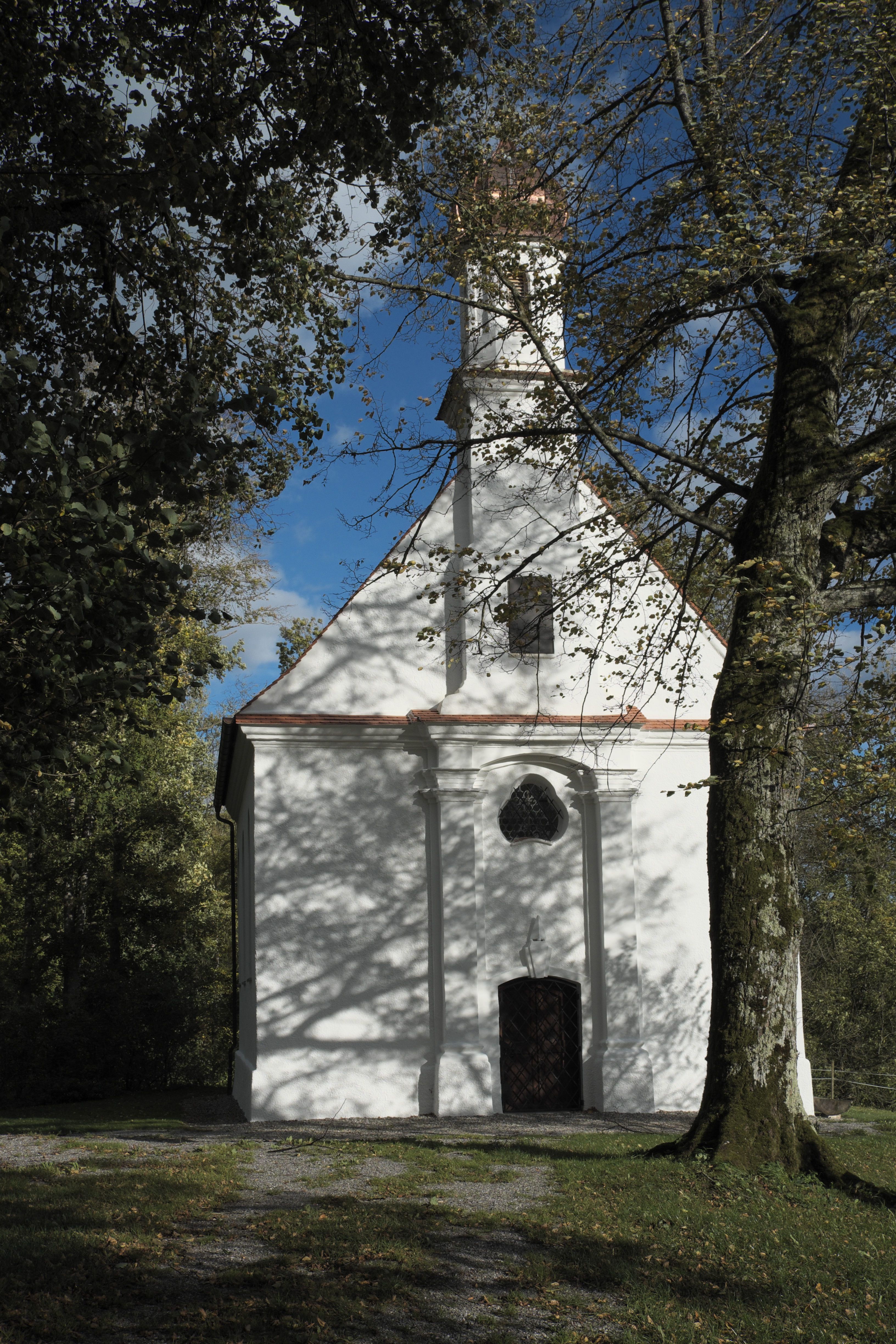
Kapelle St. Lorenz

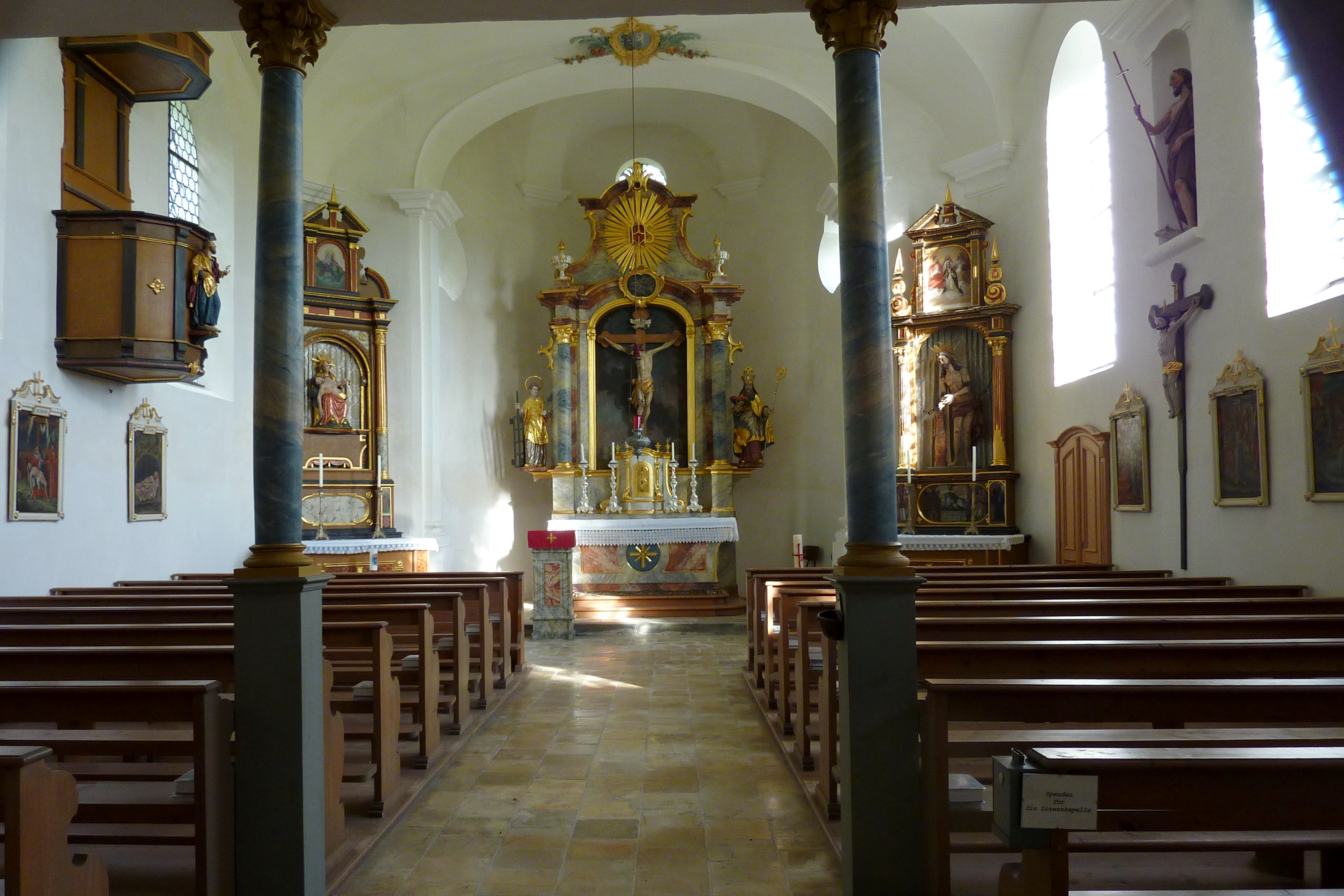
Innenraum

Die katholische Kapelle St. Lorenz in Epfach, einem Ortsteil der Gemeinde Denklingen im oberbayerischen Landkreis Landsberg am Lech, wurde in der Mitte des 18. Jahrhunderts an der Südseite des Lorenzberges an der Stelle von drei Vorgängerbauten errichtet. Die dem heiligen Laurentius von Rom, einem frühchristlichen Märtyrer, geweihte Kapelle ist ein geschütztes Baudenkmal.

## Geschichte
Eine Kapelle auf dem Lorenzberg wird bereits in der im frühen 12. Jahrhundert verfassten Vita der seligen Herluka von Bernried erwähnt. Bei den Ausgrabungen, die zwischen 1953 und 1957 durchgeführt wurden, konnten drei Vorgängerbauten der heutigen Kapelle nachgewiesen werden. Der älteste Bau (Bau I) war aus Stein errichtet und besaß einen dreigliedrigen Ostabschluss. Ob es sich dabei um eine frühchristliche Kirche handelte, ist jedoch nicht erwiesen. Im 6. und 7. Jahrhundert war der Bau wohl bereits eine Ruine. In diese Zeit werden die frühmittelalterlichen Körpergräber datiert, die in seinem Inneren aufgefunden wurden. Im 8. Jahrhundert wurden zwei Räume zu Wohnzwecken umgebaut. In ottonischer Zeit wurde eine Kirche (Bau II) errichtet, die später zugunsten einer kleinen Kapelle (Bau III) mit Friedhof abgerissen wurde. 
Die heutige Kapelle wurde 1751 nach Entwürfen des Denklinger Maurermeister Stephan Socher erbaut.

## Architektur

### Außenbau
Den Außenbau gliedert ein umlaufendes, profiliertes Traufgesims. Die Westfassade bekrönt ein oktogonaler Dachreiter mit Zwiebelhaube. Das stichbogige Portal wird von zwei Pilastern gerahmt, über dem Portal ist ein Dreipassfenster eingeschnitten.

### Innenraum
Das Langhaus, ein in drei Achsen gegliederter Saalbau, wird von großen Rundbogenfenstern beleuchtet und von einer Stichkappentonne gedeckt. Der eingezogene Chor, in dem sich seitlich barock geschweifte Dreipassfenster öffnen, ist halbrund geschlossen. Den westlichen Abschluss des Langhauses bildet eine einfache, auf marmorierten Holzsäulen aufliegende Empore.

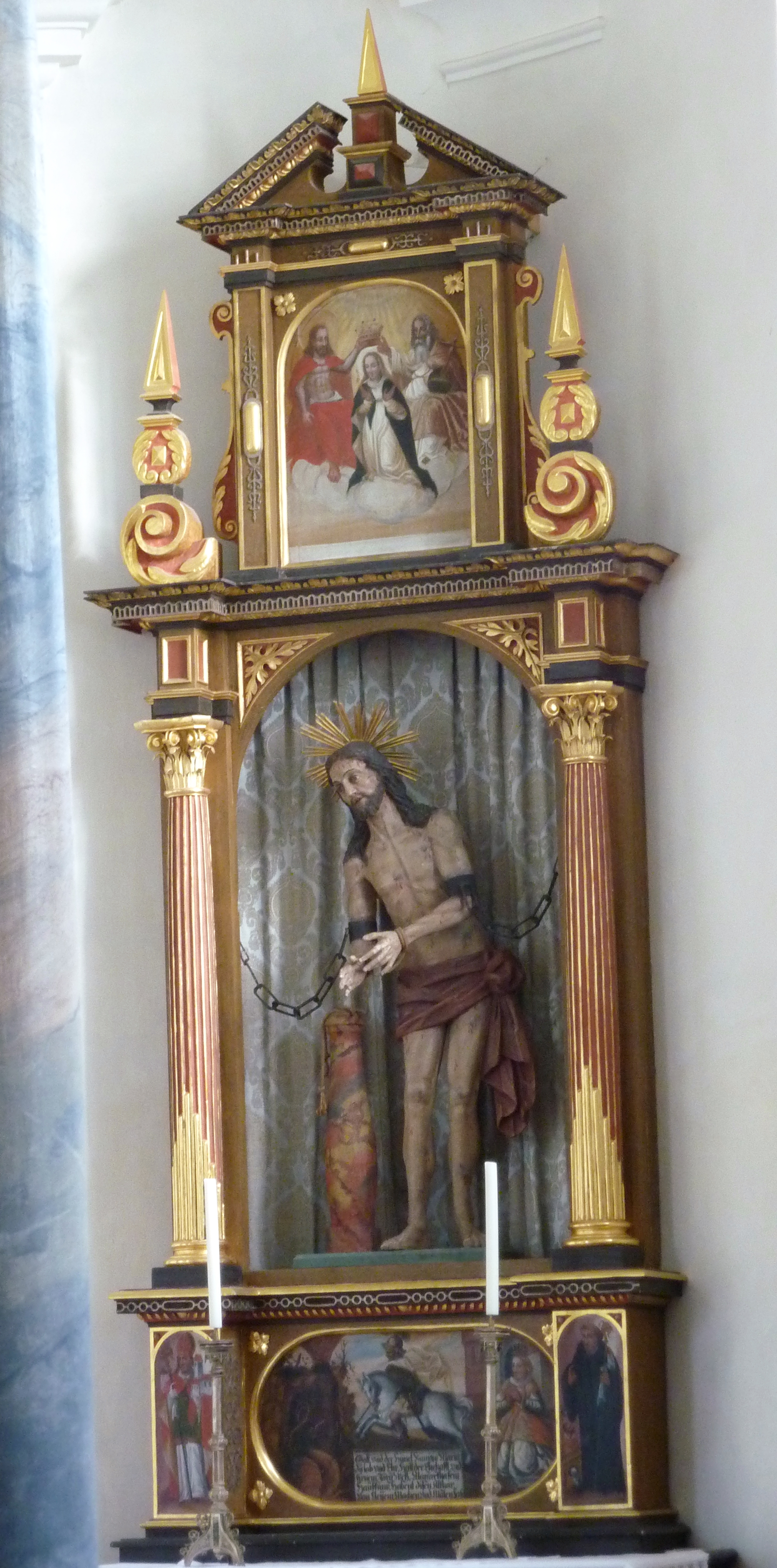
Südlicher Seitenaltar, Geißelchristus

## Ausstattung
- In den Hochaltar aus der Mitte des 18. Jahrhunderts ist ein spätbarockes, farbig gefasstes Holzkruzifix integriert. Die beiden Skulpturen auf den seitlichen Konsolen, links der heilige Laurentius, der Schutzpatron der Kirche, und rechts der heilige Wikterp, der erste nachgewiesene Bischof von Augsburg, sind moderne Repliken.
- Die beiden Seitenaltäre aus der Zeit der Spätrenaissance gehören zu den ältesten Altären des Landkreises Landsberg. Die Altarretabel sind farbig gefasst und vergoldet. Die Pietà des nördlichen Altars ist eine moderne Nachahmung eines barocken Vesperbildes. Der südliche Seitenaltar, mit der Jahreszahl 1626 bezeichnet, besitzt einen Geißelchristus aus dem 18. Jahrhundert, eine frühe Kopie des um 1730 entstandenen Vorbildes in der Wieskirche. Die auf Holz gemalten Ölbilder im Auszug stellen links Gottvater und rechts die Marienkrönung dar. An den Säulensockeln des nördlichen Altars sind die heilige Katharina von Alexandrien und die heilige Barbara von Nikomedien, am südlichen Altar der heilige Wikterp mit einem Modell der alten Pfarrkirche St. Bartholomäus von Epfach und der heilige Leonhard zu erkennen. Das Gemälde der Predella zeigt den heiligen Georg und die heilige Margareta.
- Die Kanzel stammt aus dem 18. Jahrhundert.
- Die 14 in Öl auf Leinwand gemalten Kreuzwegstationen aus dem 18. Jahrhundert werden von frühklassizistischen Rahmen eingefasst.
- Aus dem 18. Jahrhundert ist auch die holzgeschnitzte Tür am Eingang erhalten.
- Einige der ursprünglich zur Kirchenausstattung gehörenden spätgotischen und barocken Skulpturen werden heute in der Epfacher Pfarrkirche St. Bartholomäus aufbewahrt.

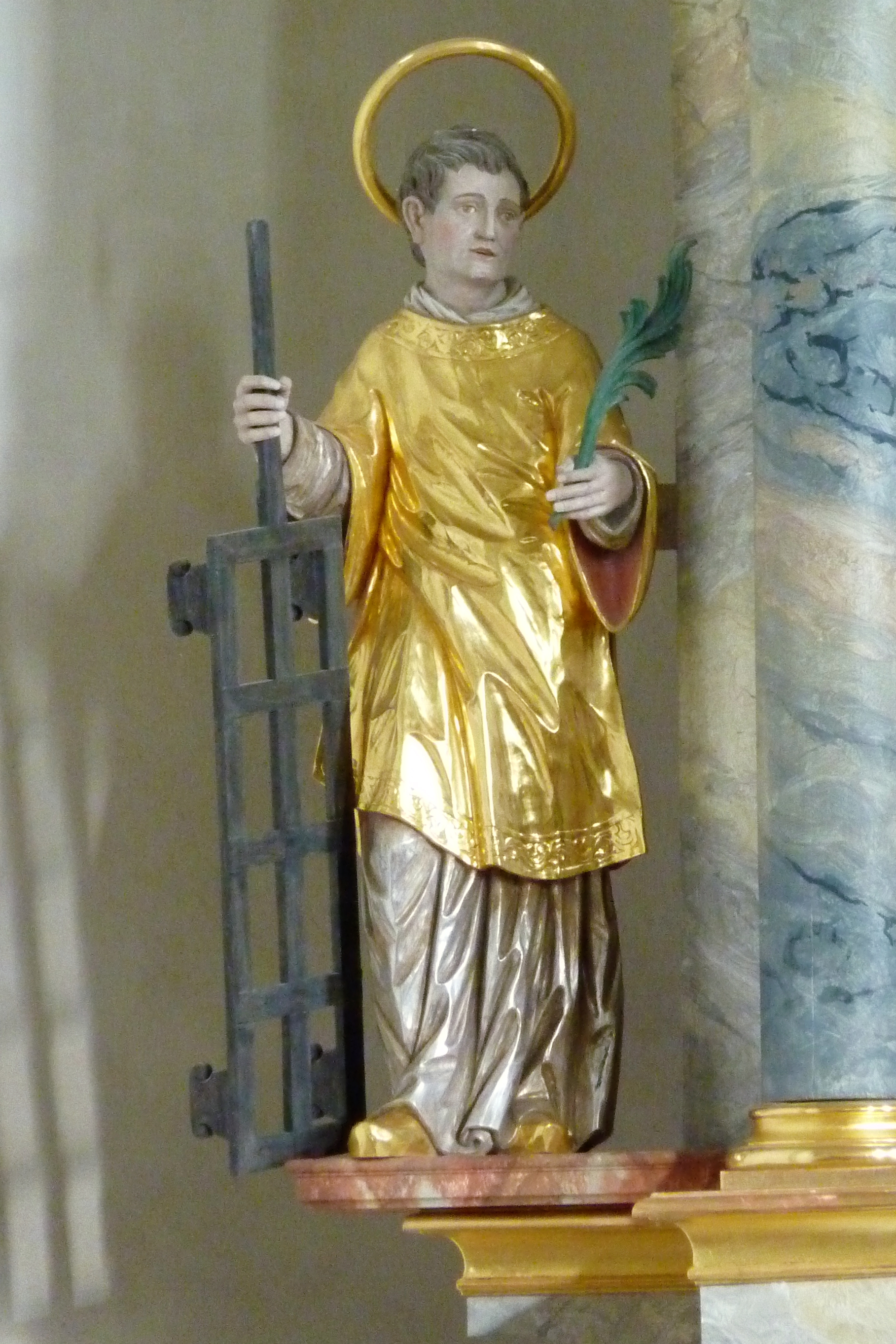
Hochaltar, heiliger Laurentius
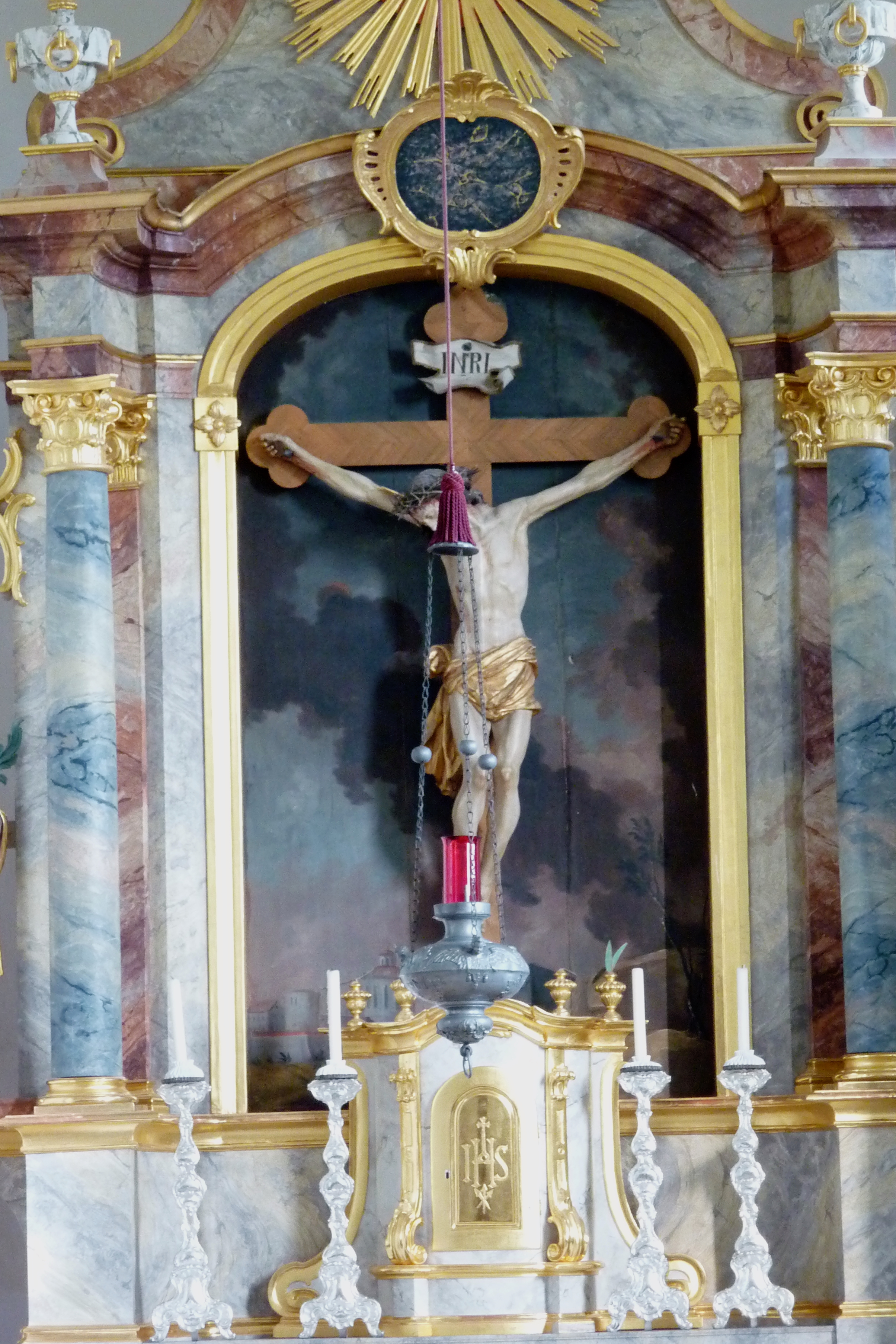
Hochaltar
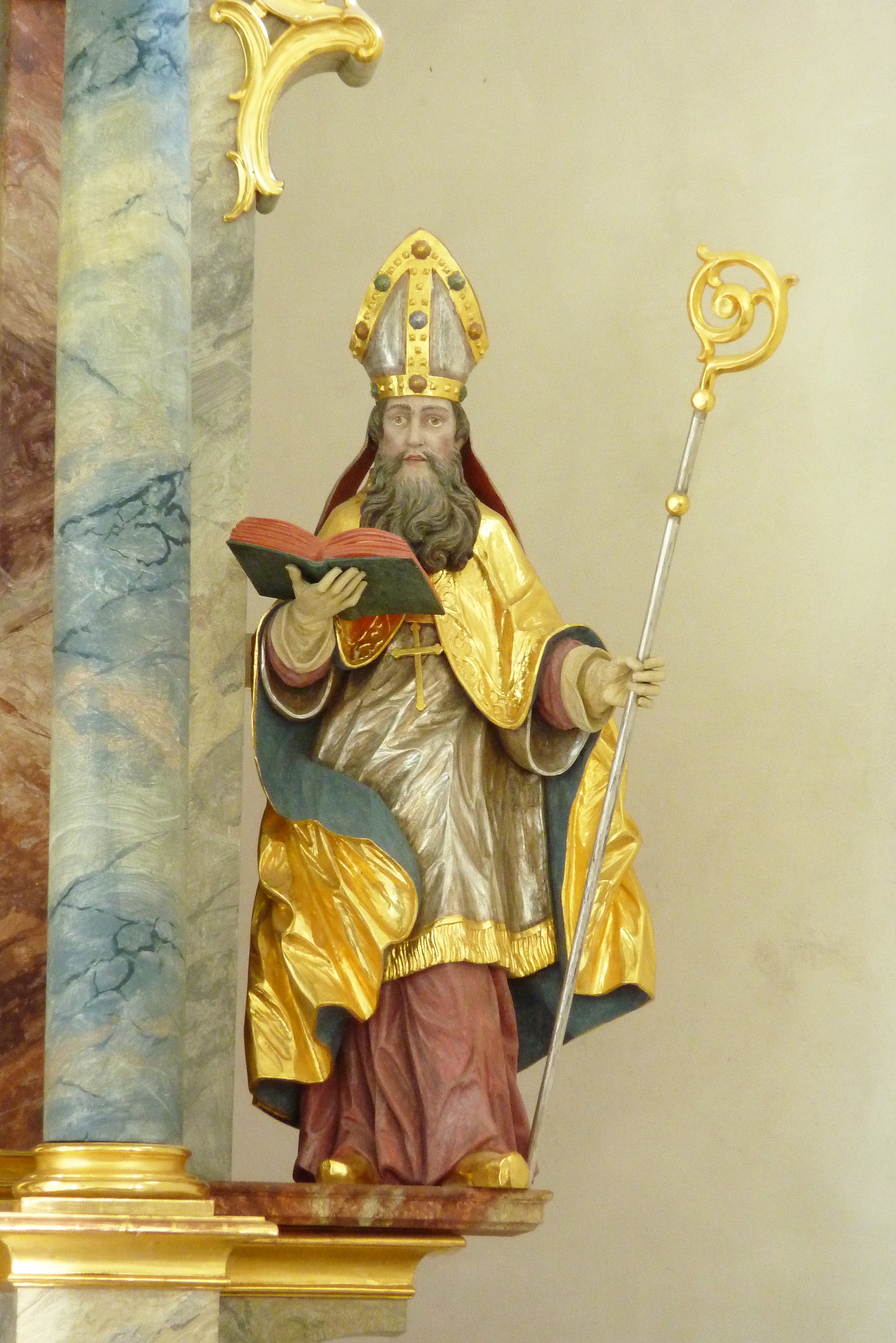
Hochaltar, heiliger Wikterp